# Morphia de Melitene
Morphia de Melitene, född okänt år, död 1126/27, var en drottning av Jerusalem, gift 1101 med kung Balduin II av Jerusalem. 
Morphia var dotter till den armeniska adelsmannen Gabriel av Melitene och var grekisk-ortodox. Hennes far styrde staden Melitene, som kom att bli en vasallstat till det nygrundade korsfararriket grevedömet Edessa, och äktenskapet mellan henne och Balduin, som ägde rum 1101, var ett sätt att skapa lojalitetsband och stöd, eftersom Balduin vid den tidpunkten var greve av Edessa. Paret fick fyra döttrar men ingen son. 
Då Balduin blev Jerusalems monark efter sin kusin 1118 kvarblev Morphia och hennes döttrar först i Edessa medan Balduin reste till Jerusalem. Balduin ombads att skilja sig från henne och gifta om sig med en ung kvinna som kunde föda honom en manlig tronarvinge. Men enligt samtida vittnesmål älskade han Morphia, vägrade att skilja sig från henne och underströk att deras äldsta dotter Melisende var hans fullvärdiga tronarvinge. Balduin uppsköt till och med sin egen kröning tills Morphia 1119 slutligen kunde komma till Jerusalem och krönas vid hans sida.
Morphia anses vara ansvarig för den första kulturblandningen av fransk och orientalisk kultur vid hovet i Jerusalem. Hon engagerade sig inte normalt i statsaffärer, men ansågs vara kapabel att göra det när omständigheterna krävde att hon skulle agera politiskt. När Balduin 1123 tillfångatogs vid Edessa, engagerade hon ett band armeniska banditer för att undersöka var han fanns, reste själv till Syrien för att förhandla, erbjöd sin dotter Ioveta som gisslan i utbyte mot honom och lyckades få honom frigiven. Den exakta tidpunkten för hennes död är inte känd, men 1126 anses vara det troligaste året.